# Mergana
Mergana là một chi bướm đêm thuộc họ Geometridae.